# Mimosa hebecarpa
Mimosa hebecarpa är en ärtväxtart som beskrevs av George Bentham. Mimosa hebecarpa ingår i släktet mimosor, och familjen ärtväxter. Inga underarter finns listade i Catalogue of Life.